# メラーノ
メラーノ（イタリア語: Merano、ドイツ語: Meran、メラーン）は、イタリア共和国トレンティーノ＝アルト・アディジェ州ボルツァーノ自治県にある、人口約41,000人の基礎自治体（コムーネ）。県都ボルツァーノに次ぎ、県内第2位のコムーネ人口を有する都市である。
かつてオーストリアからイタリアに割譲された南チロルの町である。温泉保養地として知られる。

## 地理

### 位置・広がり
ボルツァーノ自治県西部のコムーネ。ブルグラヴィヤート地方の中心都市である。県都ボルツァーノから北西へ約25キロメートル、州都トレントから北へ約66キロメートルの距離にある。
市内をアディジェ川が流れる。

#### 隣接コムーネ

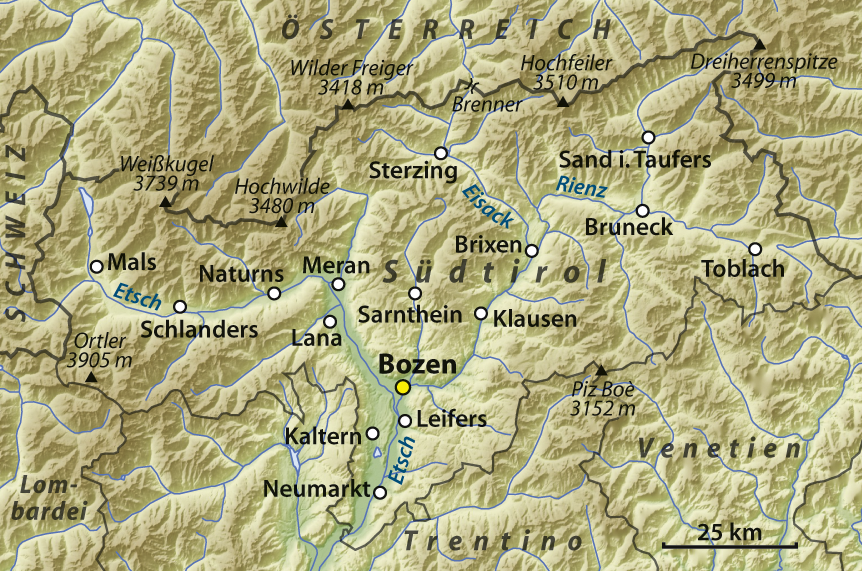
ボルツァーノ/南チロル自治県地図（地名はドイツ語表記）

隣接するコムーネは以下のとおり。
- アヴェレンゴ
- チェルメス
- ラグンド
- ラーナ
- マルレンゴ
- ポスタル
- シェーナ
- ティローロ
- ヴェラーノ

## 行政

### 分離集落
メラーノには、以下の分離集落（フラツィオーネ）がある。
- Maia Alta (Obermais), Maia Bassa (Untermais), Quarazze (Gratsch), Sinigo (Sinich), Labers

### Comunità comprensoriale
ボルツァーノ自治県が設けた行政区画 Comunità comprensoriale では、ブルグラヴィアート / ブルクグラーフェンアムト  (Burggrafenamt) に属し、その中心地である。
- ブルクグラーフェンアムト
- ブルクグラーフェンアムトのコムーネ。メラーノは9。

## 住民

### 言語
| 言語集団調査（2011年） | 言語集団調査（2011年） | 言語集団調査（2011年） | 言語集団調査（2011年） | 言語集団調査（2011年） |
| ---------------------- | ---------------------- | ---------------------- | ---------------------- | ---------------------- |
|                        |                        |                        |                        |                        |
| ドイツ語               | ドイツ語               |                        | 50.47%                 | 50.47%                 |
| イタリア語             | イタリア語             |                        | 49.06%                 | 49.06%                 |
| ラディン語             | ラディン語             |                        | 0.47%                  | 0.47%                  |

2011年に行われた、住民がドイツ語・イタリア語・ラディン語のいずれの「言語集団」に属するかの調査によれば（ボルツァーノ自治県#言語集団調査参照）、ドイツ語とイタリア語話者が約50%ずつでほぼ拮抗している。

## スポーツ
1983年にカヌースラローム世界選手権が行われた。
1997年以降、フィギュアスケートの国際大会であるメラーノ杯が毎年開催されている。また、イタリアフィギュアスケート選手権もしばしば開催される。

## 人物

### 著名な出身者
- ゲルトルート・フォン・アンデクス - ハンガリー王エンドレ2世の妃。
- ルドウィッヒ・ベーメルマンス - 児童文学者。
- アルミン・ツェゲラー - リュージュ選手。
- マルティナ・ボチェク - チェコのフィギュアスケート選手。

## 姉妹都市
- ジローナ、スペイン
- ザルツブルク、オーストリア